# Lemelerveld
Lemelerveld est un village situé dans la commune néerlandaise de Dalfsen, dans la province d'Overijssel. Le 1er janvier 2008, le village comptait 3 188 habitants.
Jusqu'en 1997, le village de Lemelerveld appartenait à quatre communes différentes (Dalfsen, Ommen, Heino et Raalte).